# ماركو أرناوتوفيتش
ماركو أرناوتوفيتش (بالألمانية: Marko Arnautović)‏ لاعب كرة قدم نمساوي ذو أصول صربية يلعب لصالح نادي انتر ميلان الايطالي منذ عام 2023  يجيد اللعب في مركز المهاجم ويلعب كذلك في مركز الجناح

## روابط خارجية
- ماركو أرناوتوفيتش على موقع الاتحاد الدولي (مؤرشف)  (الإنجليزية)
- ماركو أرناوتوفيتش على موقع الاتحاد الأوربي (الإنجليزية)
- ماركو أرناوتوفيتش على موقع إي إس بي إن إف سي (الإنجليزية)
- ماركو أرناوتوفيتش على موقع قاعدة بيانات كرة القدم.إي يو (الإنجليزية)
- ماركو أرناوتوفيتش على موقع بيانات كرة القدم. دي إي (الألمانية)
- ماركو أرناوتوفيتش على موقع ليكيب (الفرنسية)
- ماركو أرناوتوفيتش على موقع ناشيونال فوتبول تيمز (الإنجليزية)
- ماركو أرناوتوفيتش على موقع Soccerbase.com (لاعب) (الإنجليزية)
- ماركو أرناوتوفيتش على موقع Soccerway.com (الإنجليزية)
- ماركو أرناوتوفيتش على موقع عالم كرة القدم.نت (الإنجليزية)